# Eupithecia famelica
Eupithecia famelica är en fjärilsart som beskrevs av Karl Dietze 1908. Eupithecia famelica ingår i släktet Eupithecia och familjen mätare. Inga underarter finns listade i Catalogue of Life.